# Албрехт IV фон Алтенбург
Албрехт IV фон Алтенбург (на немски: Albrecht IV Burggraf von Alterburg zu Rochburg-Waldheim; † 4 януари 1327/14 април 1328) е бургграф на замък Алтенбург (1303 – 1328), господар на Роксбург и Валдхайм в Саксония и Тюрингия. Той е последният бургграф на Алтенбург от фамилията.
Той е син на бургграф Дитрих II фон Роксбург († 24 януари 1306) и внук на бургграф Албрехт II фон Алтенбург († сл. 1273). Правнук е на Албрехт I фон Фробург, бургграф на Алтенбург († 23 август 1229) и праправнук на бутгграф Хайнрих I фон Алтенбург († сл. 1189). Брат му Дитрих фон Алтенбург († 1341) е 19. Велик магистър на рицарите от Тевтонския орден (1335 – 1341).
Албрехт IV фон Алтенбург наследява баща си. В началото на управлението му се правят дарения на Немския орден, на манастира в Алтенбург и други манастири. Албрехт IV е през 1306/07 г. в партията срещу Ветините и е тясно свързан с крал Албрехт V фон Хабсбург. През 1308 г. ветинският маркграф Фридрих I „Охапания“ владее Плайсенланд и Албрехт IV го признава. Така той увеличава влиянието си и става доверен човек на маркграфа.
След смъртта на бургграф Албрехт IV императорът дава през 1329 г. службата бургграф на Алтенбург на Ветините.
Наследството на бургграф Албрехт IV фон Алтенбург, къщата и частните му имоти, отиват 1329 г. на дъщеря му Елизабет, която е омъжена с Ото I фон Лайзниг.

## Фамилия
Албрехт IV фон Алтенбург се жени за Спиника Кутел († пр. 21 май 1340). Те имат една дъщеря:
- Елизабет фон Алтенбург († 19 август 1363/11 март 1364), наследничка, омъжена пр. 7 май 1323 г. за бургграф Ото I фон Лайзниг († 1363)